# أنظمة سولتم

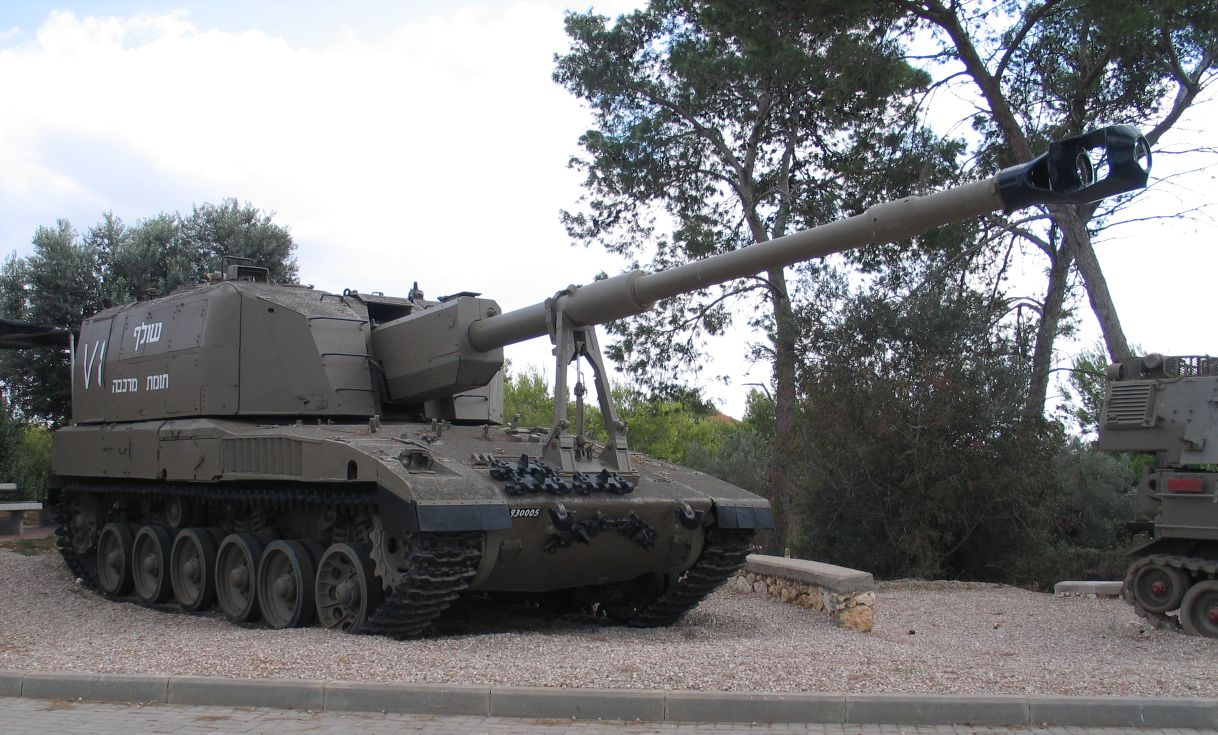
جانب من نظام شوليف العسكري

أنظمة سولتم (بالإنجليزية: Soltam Systems)‏ (بالعبرية: סולתם מערכות). شركة صناعة عسكرية إسرائيلية تأسست في 1950. يقع مقرها في يوكنعام.

## وصلات خارجية
- الموقع الرسمي